# Florentin-Achille Seillière
Pour les autres membres de la famille, voir Famille Seillière.
Le baron Florentin-Achille Seillière (1813-1873) était un banquier des chemins de fer au XIXe siècle.

## Biographie
Florentin-Achille Sillière était le fils de François-Alexandre Seillière et de Jeanne Françoise Chevalier (1747-1802) et le petit-fils de Florentin Seillière, qui avait créé en 1776 une manufacture de drap à Pierrepont (Meurthe-et-Moselle) et s'était s’installé en 1795 comme banquier à Nancy. 
Il devint un acteur important du secteur ferroviaire en 1852, via la Compagnie des Ardennes et de l'Oise, qui fusionna en 1864 avec la Compagnie des chemins de fer de l'Est, dont il est administrateur. Il aida les frères Pereire à fonder le Crédit mobilier, dont il devint administrateur puis participa à la création, en 1869, de la Banque de Paris, prolongement du Crédit mobilier, qui fusionna en 1872 avec la Banque de crédit et de dépôt des Pays-Bas, pour donner la Banque de Paris et des Pays-Bas. Il est également administrateur de la Compagnie des chemins de fer de Paris à Lyon et à la Méditerranée et du Crédit foncier.
À partir de 1869, il est poursuivi pour fraudes dans la fourniture de drap à la gendarmerie et à la garde de Paris. Surtout, il est apparu que, durant la Guerre franco-allemande de 1870, il avait fait des profits massifs en vendant à l'armée des bottes dont les semelles étaient en papier mâché. Lorsque le scandale  éclate, il se suicide le 14 mai 1873.

## Sources
- Les Patrons du Second Empire, Volume 7, Picard, 1991
- Nicolas Stoskopf, "Les Seillière, une grande famille ?" In : Les élites régionales, (xviie-xxe siècle) : Construction de soi-même et service de l'autre. Strasbourg : Presses universitaires de Strasbourg, 2002.
- (en) Caroline Weber, Proust's Duchess. How three celebrated women captured the imagination of fin-de-siècle Paris, New York, Vintage books, 2018, 715 p.